# اریکا بوک
اریکا بوک یک بازیگر زن مجارستانی است که به‌طور اختصاصی در فیلم‌های بلا تار نقش‌آفرینی کرده‌است.

## فیلم‌شناسی
| سال  | عنوان        | نقش             |
| ---- | ------------ | --------------- |
| ۱۹۹۴ | تانگوی شیطان | Estike          |
| ۲۰۰۷ | مردی از لندن | هنریت           |
| ۲۰۱۱ | اسب تورین    | دختر Ohlsdorfer |